# Jerzy Słomiński (polityk)
Jerzy Słomiński (ur. 25 sierpnia 1948 w Żyrardowie) – polski inżynier, działacz partyjny i samorządowiec, prezydent miasta Żyrardowa (1985–1988), przewodniczący rady powiatu żyrardowskiego (1999–2002).

## Życiorys
Ukończył studia na Politechnice Warszawskiej, z wykształcenia jest inżynierem elektrykiem. Był działaczem PZPR w Żyrardowie, I sekretarzem jej Komitetu Miejskiego, a także zastępcą członka KC PZPR. W latach 1985–1988 sprawował funkcję prezydenta miasta. W kadencji 1994–1998 zasiadał w Radzie Miasta z ramienia ugrupowania „Serce masz jedno – TKKF” (następnie: SLD). W wyborach 1998 i 2002 uzyskiwał mandat radnego powiatu żyrardowskiego (z ramienia SLD i SLD-UP), pełnił obowiązki przewodniczącego rady powiatu (1999–2002). Był także prezesem Miejskiego Klubu Sportowego „Żyrardowianka”. W latach 1999–2003 stał na czele struktur SLD w Żyrardowie. W 2002 bez powodzenia ubiegał się o urząd prezydenta Żyrardowa, przegrywając w II turze z Krzysztofem Ciołkiewiczem. W 2003 odszedł z SLD i w następnym roku związał się z SdPl, był jej pełnomocnikiem na powiat żyrardowski. W 2006 bezskutecznie kandydował do Rady Miejskiej jako przedstawiciel Komitetu Wyboczego „Bezpartyjne Centrum”.
W młodości był zawodnikiem MKS „Żyrardowianka”, następnie zaś wiceprezesem (1996–1998) i prezesem klubu (od 2005).